# Episodi di Candice Renoir (nona stagione)
La nona stagione della serie televisiva Candice Renoir è stata trasmessa in Francia su France 2 dal 27 agosto 2021.
In Italia, in seguito alla chiusura dei canali Fox, la stagione è stata pubblicata sulla piattaforma di streaming Disney+ il 14 settembre 2022. In chiaro, la stagione è andata in onda su Rai 2 dal 21 al 31 agosto 2023.
| nº | Titolo originale                                   | Titolo italiano                                      | Prima TV Francia | Pubblicazione Italia |
| -- | -------------------------------------------------- | ---------------------------------------------------- | ---------------- | -------------------- |
| 1  | Petite négligence accouche d'un grand mal          | Una piccola negligenza nasce da un grande male       | 27 agosto 2021   | 14 settembre 2022    |
| 2  | Rien ne sert de courir                             | Non serve correre                                    |                  | 14 settembre 2022    |
| 3  | Nécessité fait loi                                 | La necessità aguzza l'ingegno                        |                  | 14 settembre 2022    |
| 4  | Qui sème le vent récolte la tempête                | Chi semina vento raccoglie tempesta                  |                  | 14 settembre 2022    |
| 5  | Souvent l'un voit son bien où l'autre voit son mal | Il tuo bene è il mio male                            |                  | 14 settembre 2022    |
| 6  | La beauté ne se voit qu'avec les yeux de l'âme     | La bellezza non si vede che con gli occhi dell'anima |                  | 14 settembre 2022    |
| 7  | Qui va à la chasse perd sa place                   | Niente è come sembra (prima parte)                   |                  | 14 settembre 2022    |
| 8  | Qui va à la chasse perd sa place                   | Niente è come sembra (seconda parte)                 |                  | 14 settembre 2022    |
| 9  | Qui vit dans la haine ne connaît point le repos    | Minacce virtuali, conseguenze reali                  |                  | 14 settembre 2022    |
| 10 | Mieux vaut faire envie que pitié                   | Meglio fare invidia, che pietà                       |                  | 14 settembre 2022    |